# Clostridium stercorarium subsp. thermolacticum
Il Clostridium stercorarium subsp. thermolacticum è una sottospecie di batterio appartenente alla famiglia delle Clostridiaceae.